# Liste der Monuments historiques in Roz-sur-Couesnon
Die Liste der Monuments historiques in Roz-sur-Couesnon führt die Monuments historiques in der französischen Gemeinde Roz-sur-Couesnon auf.

## Liste der Objekte
| Bezeichnung                   | Beschreibung                                | Standort                       | Kennzeichnung | Schutzstatus | Datum | Bild |
| ----------------------------- | ------------------------------------------- | ------------------------------ | ------------- | ------------ | ----- | ---- |
| Skulptur des heiligen Martin  | Holz, polychrom gefasst und vergoldet, 1744 | in der Kirche St-Martin (Lage) | PM35003218    | Inscrit      | 2016  |      |
| Skulptur des heiligen Etienne | Holz, polychrom gefasst und vergoldet, 1744 | in der Kirche St-Martin (Lage) | PM35002520    | Inscrit      | 2016  |      |